# Reiley
Reiley, artistnamn för Rani Petersen, född 24 november 1997 i Tórshavn, är en färöisk sångare och sociala medier-profil.
2019 började han lägga upp covers av låtar på Tiktok där han har 10 miljoner följare. Hans debutsingel "Let It Ring" släpptes 2021.
Reiley representerade Danmark i Eurovision Song Contest 2023 med låten "Breaking My Heart". Han är den första artisten från Färöarna som tävlat för Danmark.